# Hinko Sernc
Hinko Sernc, slovenski harmonikar, ljudski godec, * 21. marec 1926, Sv. Areh na Pohorju †  3. februar 2018.

## Življenjepis
Ljudsko šolo je obiskoval v Framu. Med drugo svetovno vojno je sodeloval s partizani in jim v teških trenutkih zaigral na harmoniko. Leta 1938 so kupili posestvo na Šmartnem in se tja preselili. Tam je začel igrati pri Tamburaših in nekoliko kasneje še pri znameniti Frajhajmski godbi.
Ker sta bila starša velika ljubitelja domače glasbe sta sina Hinkota naučila igrati že pri štirih letih. Naučila sta ga igrati na citre, tamburico, harmoniko, violino in klarinet, katerega igra pri Frajhajmski godbi še danes. Leta 1947 se je priključil Tamburašem na Šmartnem, kasneje še godbi. Po letu 1980 se je resneje posvetil harmoniki in se do leta 1995 udeleževal raznih tekmovanj. Tega leta je v Ljubečni izbran za Ljudskega godca leta. 30 let je bil mentor tamburaške skupine na Šmartnem.
Prav tako je bil zelo aktiven tudi na drugih področjih. Nastopal je v številnih gledaliških predstavah gledališke skupine na Šmartnem. Bil je eden izmed prvih organizatorjev smučarskih tekem na Šmarnem, strasten lovec, ljubitelj narave in divjadi ter prijazen in gostoljuben gostilničar.
Pokopan je na pokopališču na Šmartnem na Pohorju.

## Igranje
- Frajhajmska godba
- Tamburaška skupina Šmartno
- Skupaj z vnukinjo Ano Fric
- Samostojno kot Ljudski godec

## Priznanja
- Ljubečna - Ljudski godec leta 1995
- zlata harmonika
- Plaketa Avgusta Stanka 1989
- Priznanje občine Slovenska Bistrica
- Zlato Romihovo Plaketo za življenjsko delo
- Bronasto, srebrno, zlato Gallusovo značko
- Priznanje Javnega sklada republike Slovenje za kulturne dejavnosti
- Priznanje in Plaketo KS Šmartno na Pohorju za življenjsko delo; 2016

## Mediji
V sodelovanju z radiom Maribor in KUD-om Šmartno na Pohorju je izdal samostojno kaseto z ljudskimi vižami.